# Mandalawangi (Mandalawangi)
Mandalawangi is een bestuurslaag in het regentschap Pandeglang van de provincie Banten, Indonesië. Mandalawangi telt 3575 inwoners (volkstelling 2010).